# ڿ
Nya (ڿ) est une lettre additionnelle de l’alphabet arabe utilisée dans l’arabi malayalam pour écrire le malayalam mappila.

## Utilisation
Dans l’écriture du malayalam mappila avec l’alphabet arabe, ‹ ڿ › représente une consonne nasale palatale voisée [ɲ]. Celle-ci est représentée avec le ña ‹ ഞ › dans l’écriture malayalam.